# Taiaçu
Taiaçu est une municipalité brésilienne de l'État de São Paulo et la microrégion de Jaboticabal.